# Charles Moureaux
Pour les articles homonymes, voir Moureaux.
 (avril 2020).
Si vous disposez d'ouvrages ou d'articles de référence ou si vous connaissez des sites web de qualité traitant du thème abordé ici, merci de compléter l'article en donnant les références utiles à sa vérifiabilité et en les liant à la section « Notes et références ».
Charles Raymond Joseph Moureaux (Monceau-sur-Sambre, 4 juin 1902 - Bois-de-Villers, 2 août 1976) est une personnalité politique et ministre libéral belge.

## Biographie
Docteur en droit, il exerce le métier de notaire. Il fut échevin à  Etterbeek (1945-1958 et 1965), sénateur (1949-1950 et 1954-1968)  dans l'arrondissement de Bruxelles.
Moureaux a été ministre de l'Instruction publique 1958-1960. C'est sous son mandat qu'a été voté et appliqué le Pacte Scolaire mettant fin à la deuxième guerre scolaire.
Charles Moureaux est le père du ministre d'État socialiste Philippe Moureaux et du sénateur socialiste Serge Moureaux.